# Wellow (Hampshire)
Wellow is een civil parish in het bestuurlijke gebied Test Valley, in het Engelse graafschap Hampshire.

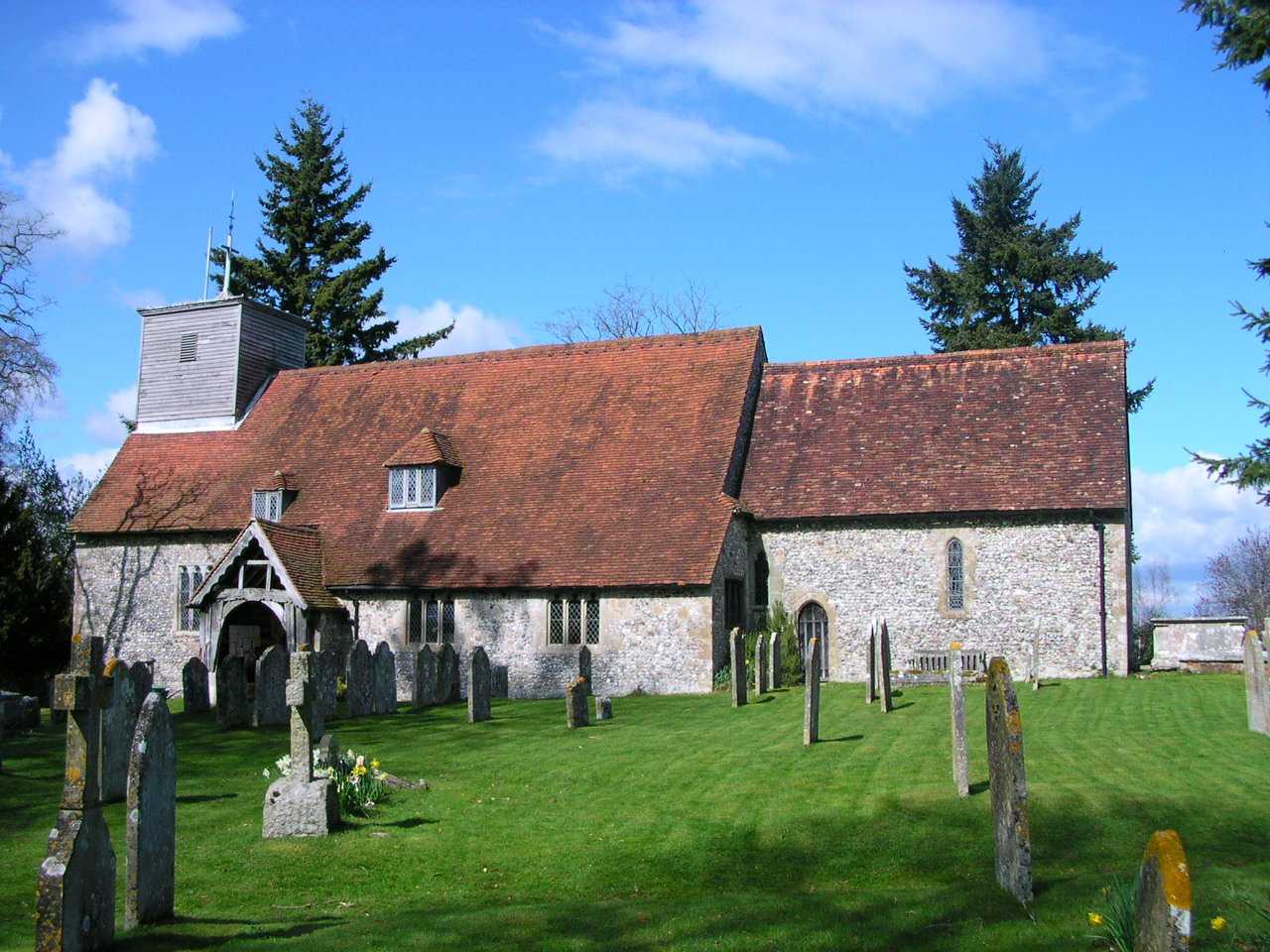
Kerk van Wellow